# جرملی لین
جرملی لین (به انگلیسی: Jeremy Linn) (زادهٔ ۶ ژانویهٔ ۱۹۷۵) شناگر اهل ایالات متحده آمریکا است.